# Ефрем (Стенакис)
Митрополи́т Ефре́м (греч. Μητροπολίτης Εφραίμ, в миру Ева́нгелос Стена́кис греч. Ευάγγελος Στενάκης; род. 12 декабря 1948, Кипсели) — епископ Элладской православной церкви, митрополит Идрский, Спецонский и Эгинский (с 2001).

## Биография
Родился 12 декабря 1948 года в Кипсели, на острове Эгине, в Греции.
В 1972 году окончил богословский институт Афинского университета.
В 1973 году хиротонисан во диакона, а в 1979 году — во пресвитера.
С 1983 года был протосинкеллом Идрской митрополии, одновременно являясь с 1985 года игуменом (настоятелем) монастыря Живоносного Источника близ города Пороса.
14 января 2001 года состоялась его архиерейская хиротония и возведение в достоинство митрополита Идрского, Спецонского и Эгинского.